# Mușata

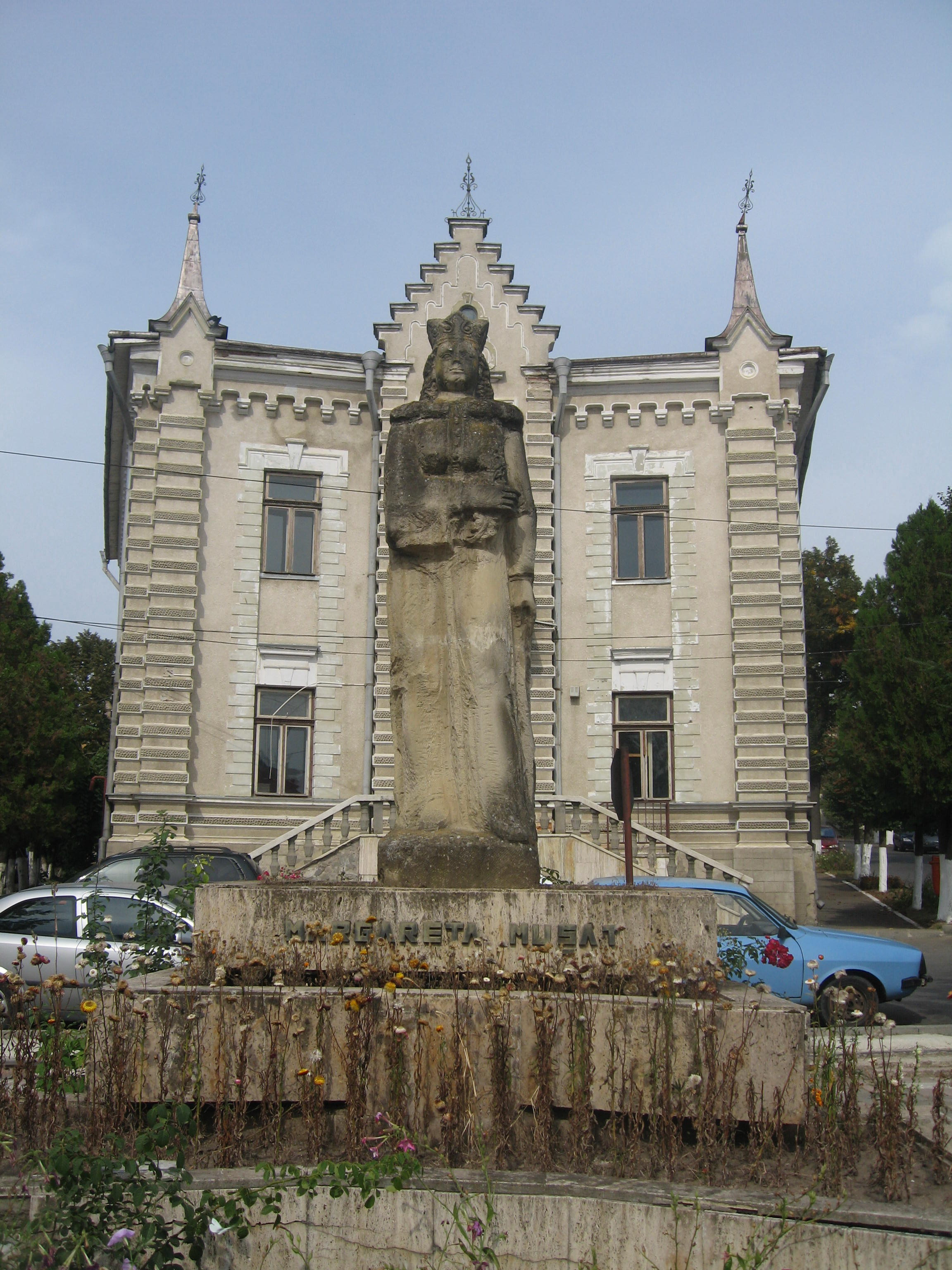
Statuia Margaretei Mușata, sculptor Dan Covătaru, inaugurată la 21 iunie 1986 în centrul orașului Siret.

Mușata, sau Margareta (n. circa 1330- d. circa 1394), a fost fiica lui Bogdan I și sora naturală a lui Lațcu voievod. Din căsătoria ei cu voievodul Costea a avut trei fii: voievozii Petru al II-lea, Roman I și, probabil, Iosif Mușat - întâiul mitropolit al Moldovei.
Patronimul „Mușat” este des întâlnit în Muntenia, fiind și eponim al unor sate și munți din Argeș și Gorj.  De asemenea, adjectivul „mușat/mușata” este și astăzi folosit de aromâni pentru „frumos” (al cărei derivat este - frumos - frumușat- mușat).
În secolul al XVII-lea Grigore Ureche traduce eronat din limba slavă ascendența lui Petru al II-lea, „fiul Mușatei” prin „ficiorul lui Mușatu”, apoi acest onomastic a devenit treptat nume de familie, iar unii istorici l-au adoptat ca atare.
Mușata s-a convertit la catolicism  probabil în același timp cu fratele ei, voievodul Lațcu, și este posibil să își fi schimbat numele în Margareta. Convertirea la catolicism a fost comună în acele vremuri pentru voievozi și doamne din motive politice iscate de relațiile cu Ungaria medievală. Alternativ, numele Margareta era întâlnit și în Serbia acelor timpuri.
Acestei „nobile femei, Margaretei de Siret, doamna Valahiei Mici” (nobili mulieri, Margaretae de Cereth, dominae Valachiae Minoris) papa îi îngăduie la 28 ianuarie 1377 (în timpul domniei fiului ei, Petru II) să aibă un confesor special în caz de moarte, lăudând credința ei față de biserica romană.

## Ipoteze ale originii sale
Conform lui Juliusz Demel, Mușata a fost fiica sau o altă rudă apropiata a primului domn de sine stătător al Moldovei, Bogdan I, al cărei soț Costea, din familia domnitoare a Basarabilor din Țara Românească, a domnit în Moldova.
Constantin Gane în Trecute vieți de Doamne și Domnițe consideră, de asemenea, că Margareta Mușat ar fi fiica lui Bogdan de Cuhea Maramureșanul. După Gane, Mușata a fost căsătorită cu Ștefan, voievod al Sepeniței, „adică a porțiunii de teren cuprins între Prut și Nistru, cu întinderea aproximativă a județului Hotin de astăzi”. 
Istoricii J. Tęgowski și Constantin Rezachevici, au susținut că soțul Mușatei a fost un fiu al lui Bogdan I, voievodul Costea, dar această ipoteză a fost infirmată de analizele genetice publicate de soții Bătrâna în 2012 care au arătat ca voievodul Costea nu era înrudit cu Bogdan I sau fiul lui, Lațco, dar a fost căsătorit cu o ruda de sânge apropiată a acestora.

## Ctitorii
- Mușata, împreună cu fiul său, Petru al II-lea, a ctitorit Biserica Sfânta Treime din Siret, unul dintre cele mai vechi monumente existente din Moldova.
- La Târgu Trotuș, Bacău a ctitorit o biserică catolică, așa cum susține tradiția catolică fixată în scris de preotul pământean Ioan Botezătorul Bărcuță din Cotnari, într-o relatare trimisă către Congregatio de Propaganda Fide în anul 1676. Cu vremea și pustirile care au trecut prin partea locului, biserica s-a dărâmat și nu se mai cunoaște nici locul unde a fost amplasată, tradiția locală nu cunoaște evenimente speciale care au fost legate de această biserică, ori de altele care au fost după.[11]